# Xiang Yanmei
Pour les articles homonymes, voir Xiang.
Xiang Yanmei est une haltérophile chinoise née le 13 juin 1992. Elle a remporté l'épreuve des moins de 69 kg aux Jeux olympiques d'été de 2016 à Rio de Janeiro.